# Seleção Eslovena de Basquetebol Masculino
A Seleção Eslovena de Basquetebol Masculino representa a Eslovênia em competições internacionais de basquetebol.

## Elenco Atual
| Seleção Eslovena - Campeonato Mundial de 2014 | Seleção Eslovena - Campeonato Mundial de 2014 | Seleção Eslovena - Campeonato Mundial de 2014 | Seleção Eslovena - Campeonato Mundial de 2014 | Seleção Eslovena - Campeonato Mundial de 2014 | Seleção Eslovena - Campeonato Mundial de 2014 |
| #                                             | Pos.                                          | Nome                                          | Altura                                        | Nasc.                                         | Clube                                         |
| --------------------------------------------- | --------------------------------------------- | --------------------------------------------- | --------------------------------------------- | --------------------------------------------- | --------------------------------------------- |
| 4                                             | AP                                            | Jure Balažič                                  | 2,04m                                         | 12/09/1980                                    | Tofaş                                         |
| 5                                             | P                                             | Uroš Slokar                                   | 2,10m                                         | 14/05/1983                                    | Estudiantes                                   |
| 6                                             | AR                                            | Aleksej Nikolić                               | 1,91m                                         | 21/02/1995                                    | OKK Spars Sarajevo                            |
| 7                                             | AR                                            | Klemen Prepelič                               | 1,91m                                         | 20/10/1992                                    | Banvit                                        |
| 8                                             | A                                             | Edo Murić                                     | 2,03m                                         | 27/11/1991                                    | Krka Novo Mesto                               |
| 9                                             | AR                                            | Jaka Blažič                                   | 1,96m                                         | 30/06/1990                                    | Estrela Vermelha                              |
| 10                                            | P                                             | Miha Zupan                                    | 2,05m                                         | 13/09/1982                                    | Uşak Sportif                                  |
| 11                                            | AR                                            | Goran Dragić                                  | 1,91m                                         | 06/05/1986                                    | Phoenix Suns                                  |
| 12                                            | A                                             | Zoran Dragić                                  | 1,96m                                         | 22/06/1989                                    | Unicaja Málaga                                |
| 13                                            | AR                                            | Domen Lorbek                                  | 1,98m                                         | 06/03/1985                                    | Gaziantep Basketbol                           |
| 14                                            | AR                                            | Jaka Klobučar                                 | 1,98m                                         | 19/08/1987                                    | Ratiopharm Ulm                                |
| 15                                            | P                                             | Alen Omić                                     | 2,15m                                         | 06/05/1992                                    | Union Olimpija                                |
|                                               |                                               |                                               |                                               | Técnico:                                      | Jure Zdovc                                    |